# Tommy Seymour
Thomas Samuel Fenwick Seymour (1. července 1988, Nashville) je bývalý skotský ragbista, který hrál jako křídlo a zadák. Za Skotsko odehrál v letech 2013 až 2019 padesát pět zápasů, během kterých si připsal dvacet pětek. Zúčastnil se MS 2015 a MS 2019. V roce 2017 byl součástí Britských a Irských lvů. Za Skotsko mohl hrát kvůli původu své matky.
V roce 2015 vyhrál soutěž PRO12 se skotským klubem Glasgow Warriors. Odehrál za ně 150 zápasů a položil 48 pětek. V sezoně 2014/15 a 2016/17 byl zvolen do nejlepší sestavy roku PRO12.

## Klubová kariéra
- 2010/11 Ulster

- 2011/12 – 2020/21 Glasgow Warriors